# Алберто Дуаліб
Алберто Дуаліб (порт. Alberto Dualib, 14 грудня 1919, Сан-Паулу — 13 липня 2021) — бразильський спортивний функціонер, президент Спортивного Клубу «Корінтіанс» з 1993 по 2007 рік. При Дуалібі «Корінтіанс» завоював безліч трофеїв на внутрішній і міжнародній арені, включаючи перемогу в першому клубному чемпіонаті світу 2000 року. Проте кінець епохи правління Дуаліба був затьмарений низкою скандалів.

## Біографія
Алберто Дуалиб народився в заможній родині ліванського походження в 1919 році. Дуалибу належали компанії All Latex Indústria і Comércio de Artigos Esportivos LTDA, які займалися спортивною екіпіровкою. Також Дуаліб займався нерухомістю. Протягом багатьох років він боровся за владу в «Корінтіансі» з сімейством Вісенте Матеуса. У 1993 році йому вдалося випередити на виборах дружину Вісенте, Марлене Матеус, при якій «Корінтіанс» показував досить скромні спортивні результати.
Під час президентства Алберто Дуаліба «Корінтіанс» домігся видатних спортивних результатів як на внутрішній, так і на міжнародній арені. В 1998, 1999 та 2005 роках команда ставала чемпіоном Бразилії, в 2000 році виграла перший в історії клубний чемпіонат світу ФІФА, здолавши в серії пенальті співвітчизників з «Васко да Гами». Крім того, «Корінтіанс» п'ять разів ставав чемпіоном Ліги Паулісти і двічі завойовував Кубок Бразилії.
Останні роки правління Дуаліба були затьмарені фінансовими скандалами. «Корінтіанс», який зумів залучити величезні інвестиції від MSI (одним з інвесторів якого, за повідомленнями ЗМІ, був Роман Абрамович), очолюваного Кіа Джурабчаном, і став найбагатшим клубом в Латинській Америці, був змушений продати своїх зірок — Карлоса Тевеса, Хав'єра Маскерано, Нілмара, Карлоса Алберто, Себастьяна Домінгеса, Марсело Матоса.
Востаннє Алберто Дуаліб був переобраний на посаду президента «Тімау» 3 лютого 2006 року, і відразу ж зіткнувся з різкою опозицією на чолі з Валдемаром Піресом, який очолював клуб на початку 1980-х років. Дуалібу вдалося домовитися з опонентами. Але в середині 2007 року федеральними прокурорами проти Дуаліба було висунуто звинувачення у відмиванні грошей і в змові з власниками MSI. 7 серпня того ж року Рада директорів клубу відсторонила президента на два місяці від виконання обов'язків і призначило в. о. Клодоміла Орсі. Після відкриття слідством нових факторів шахрайства 21 вересня 2007 року Дуаліб вирішив піти у відставку остаточно. Через кілька днів Дуаліб зізнався, що титул чемпіонів Бразилії 2005 року, завойований «Корінтіансом» через перегравання 11 матчів, повинен був дістатися «Інтернасьйоналу». На цьому ера Дуалиба в «Корінтіансі» закінчилася.
У 2007 році ослаблений «Корінтіанс» вилетів у Серію B. Команда зуміла подолати фінансову розруху, повернулася в наступному році в Серію A, стала чемпіоном країни в 2011 році і вже в 2012 році вперше у своїй історії виграла Кубок Лібертадорес, а потім і клубний чемпіонат світу. Щодо Дуаліба продовжують вестися слідчі дії.

## Титули «Корінтіанса» під час президентства Алберто Дуаліба
- Чемпіон штату Сан-Паулу (5): 1995, 1997, 1999, 2001, 2003
- Переможець турніру Ріо-Сан-Паулу (1): 2002
- Чемпіон Бразилії (3): 1998, 1999, 2005
- Чемпіон Кубка Бразилії (2): 1995, 2002
- Клубний чемпіон світу (1): 2000